# Jean Widmer
Jean Widmer, Taufname Hans Widmer (* 31. März 1929 in Frauenfeld), ist ein Schweizer Grafiker, Grafikdesigner und Kunstlehrer.

## Leben und Werk
Jean Widmer absolvierte ab 1946 an der Kunstgewerbeschule Zürich eine Lehre als Dekorateur. Anschliessend besuchte er an der Schule bis 1952 die Grafikfachklasse, wo er u. a. Peter Knapp und Adrian Frutiger kennen lernte. Danach siedelte er nach Paris, wo er im Lauf der Jahre für verschiedene Zeitschriften als Art Director tätig war. 

Logo, Centre Georges-Pompidou

Der französische Kulturminister François Barré beauftragte Widmer mit der Gestaltung der Plakate und des Erscheinungsbilds des Centre de création industrielle (CCI), wodurch sich sein Berufsfeld neu ausrichtete. 1973 gründete er mit seiner damaligen Ehefrau Nicole Sauvage die Agentur Visuel Design, die sich mit staatlichen, oft per Wettbewerb gewonnenen Aufträgen profilierte. Für das Erscheinungsbild und Signaletik des Centre Georges-Pompidou arbeitete er von 1974 bis 1977 mit Ernst + Ursula Hiestand zusammen. Mit seinen wegweisenden Erscheinungsbildern und Signalen errang Widmer internationale Preise. 
Jean Widmer unterrichtete von 1960 bis 1996 an der École nationale supérieure des arts décoratifs und gründete dort den Fachbereich Visuelle Kommunikation. Danach unterrichtete er bis 2006 am Atelier national de création typographique (ANCT) in Nancy. 
1976 wurde Jean Widmer in die Alliance Graphique Internationale (AGI) aufgenommen, 2017 wurde er mit dem Schweizer Grand Prix Design ausgezeichnet.